# SN 1977B
SN 1977B – supernowa odkryta 18 marca 1977 roku w galaktyce NGC 5406. W momencie odkrycia miała maksymalną jasność 14,00m.